# مزدا جاده‌رو ای‌پی

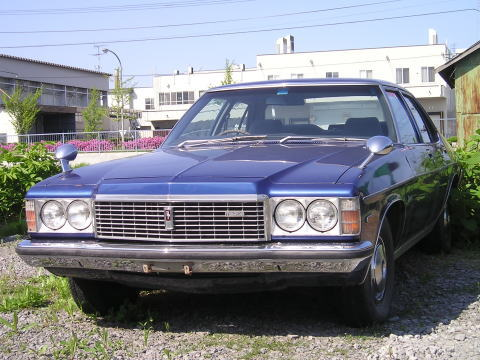

مزدا جاده‌رو ای‌پی (Mazda Roadpacer AP) خودرویی است که در سال‌های ۱۹۷۵ تا ۱۹۷۷تولید شده‌است.
این خودرو در کلاس خودرو سایز بزرگ قرار گرفته، طراحی آن خودروهای موتور جلو-محور عقب بوده است. 